# John de Havering
John de Havering est un militaire et fonctionnaire anglais né entre 1245 et 1250 et mort en 1309. Il était considéré comme l'un des administrateurs les plus expérimentés du roi Édouard Ier, et sert comme Justicier du Pays de Galles et comme sénéchal de Gascogne.

## Biographie
John est un fils de Richard de Havering, l'intendant des domaines de Simon de Montfort, 6e comte de Leicester. À sa mort en 1267, il hérite les biens paternels. Sous le règne du roi Henri III. Il est notamment le seigneur de Grafton, dans le Northamptonshire.
D'octobre 1274 à octobre 1278, Havering est shérif du Hampshire. Après la conquête du Pays de Galles, il devient en 1284 Justicier adjoint de Galles du Nord. En juillet 1287, il est l'un des commandants de l'armée qui réprime la rébellion du seigneur gallois Rhys ap Maredudd.
En novembre de la même année, il embarque avec le roi pour la Gascogne. Avant de rentrer en Angleterre pendant l'été 1289, Édouard Ier le nomme sénéchal de Gascogne. Dès le début de son mandat, Havering s'ingère dans l'administration de la ville de Bordeaux, provocant le mécontentement des habitants et de barons locaux. Certains en appellent au Parlement de Paris, tandis que Havering fait saisir en représailles une cargaison de vin en partance pour l'Angleterre. À partir de 1290 la Gascogne gronde et quand en 1294 la guerre reprend avec la France, nombreux y sont les mécontents contre l'administration anglaise.
En 1294, Havering retourne en Angleterre, où le roi lui fait organiser un rassemblement de prélats : il est chargé de les sommer de consentir à un impôt plus élevé. De 1294 à 1295, il est responsable de la défense du Merionethshire contre la rébellion galloise : c'est à lui que se rend son chef Madog ap Llywelyn, et Havering réclame la récompense de 500 marks offerte pour sa capture. Il est nommé Justicier du Pays de Galles du Nord en 1295, enquêtant notamment sur les causes de la rébellion. Il conserve cette charge jusqu'en 1301, où il montre peu d'empathie pour les Gallois, qui se plaignent des lourdes taxes et du recrutement forcé de soldats. En 1299, John de Havering est nommé par le roi au Parlement.
De 1305 à 1308, Havering est à nouveau sénéchal de Gascogne, de retour sous administration anglaise depuis deux ans. Son fils Richard de Havering (en) l'accompagne en France et sert comme commandant de Bordeaux

## Descendance
Havering meurt probablement vers 1309. En 1336 sa veuve Margaret possédait encore des domaines dans l'Essex et le Hertfordshire. Son fils Richard de Havering hérite de ses biens.